# Kerk van Gandersum
De Kerk van Gandersum (Duits: Gandersumer Kirche) in het Oost-Friese Gandersum in de gemeente Moormerland (Nedersaksen) werd in de 14e eeuw als zaalkerk gebouwd. In de loop der eeuwen werd het kerkgebouw ingrijpend veranderd.

## Geschiedenis en architectuur
Het in de middeleeuwen tot het bisdom Münster behorende kerkgebouw werd in de 14e eeuw als rechthoekige, romaanse zaalkerk op een warft gebouwd. Vermoedelijk stond op dezelfde plek eerder een houten voorganger. Een apsis of een koor aan de oostelijke kant werd in het laatste kwart van de 18e eeuw gesloopt. De gedrongen klokkentoren werd op het westen van het kerkschip aangebouwd en is lager dan de kerk zelf. Sinds 1552 wordt er in de kerk volgens de calvinistische leer gepreekt. De Mariaklok uit 1458 bevindt zich tegenwoordig in het Oost-Friese Museum, terwijl de klok uit 1582 in het jaar 1912 werd omgesmolten, toen de gemeente een in 1774 gegoten klok uit de Nicolaaskerk te Borssum verwierf. Deze klok werd in het kader van de restauratie van de Borssumer kerk door de kerkelijke gemeente in het jaar 2000 teruggegeven. Ter vervanging van de teruggegeven klok liet de kerk in hetzelfde jaar een nieuwe gieten.
Bij renovaties in de 18e en 19e eeuw ging een deel van de inventaris zoals het klankbord van de kansel en de gebrandschilderde ramen verloren. Kort voor of tijdens de Tweede Wereldoorlog begon het dak te lekken, dat op 22 februari 1945 ten slotte geheel instortte. Na een artillerievoltreffer in de laatste oorlogsdagen bleven slechts de buitenmuren staan, zodat het bouwwerk in de jaren daarna steeds meer verviel. Vanaf 1958 werd er begonnen met herbouwplannen van de kerk, die in 1962 werd voltooid. In 1994-1995 werden de buitenmuren opnieuw gevoegd. Sinds 1938 deeld de kleine, maar nog steeds zelfstandige, gemeente een predikant met Tergast.

## Inventaris
Na de restauratie van 1962 werd de oorspronkelijke opgestelling van de kerkbanken, het orgel en de kansel niet gereconstrueerd. Om vochtigheidsproblemen te bestrijden werd er voor de isolatie nog een binnenmuur opgetrokken.
Het interieur kent een vlak houten plafond. Tot de niet gedateerde vasa sacra behoren een kan, een kelk, een brood- en een doopschaal.

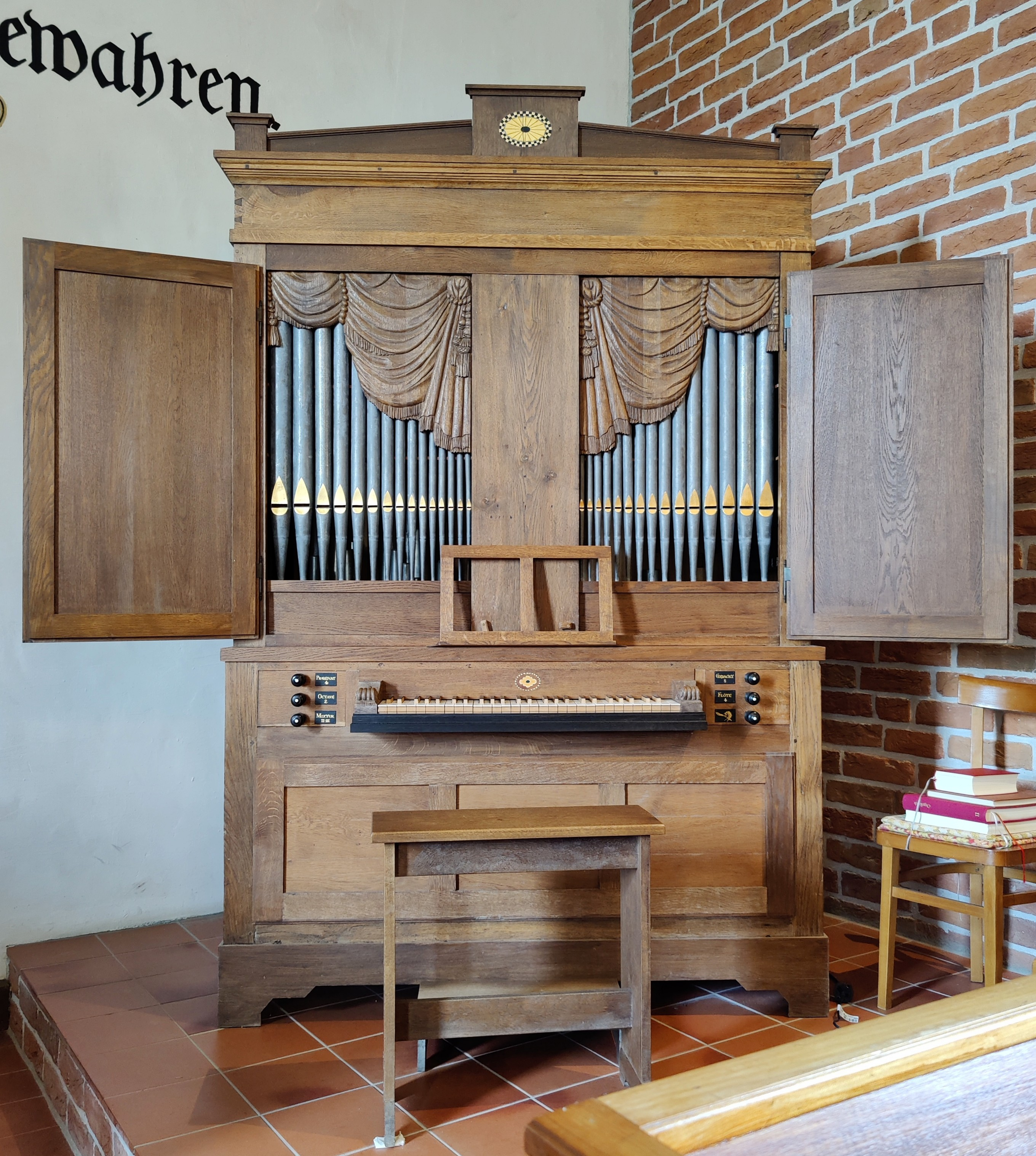
Orgel

## Orgel
Pas in 1869 wordt er bericht over een orgelpositief, dat blijkbaar als vervanging van een ouder instrument naar de kerk van Gandersum kwam. Het huidige orgel van Gandersum werd door de orgelbouwer Karl Puchar uit Norden opgesteld. Het betreft een ouder instrument, dat als huisorgel met behulp van nog oudere delen in de 18e eeuw gebouwd werd. Na de oorlog werd het instrument naar Emden getransporteerd, waar het een plaats kreeg in de met hulpgelden van Zwitserse zustergemeenten gebouwde hervormde Zwitserse Kerk. Toen daar in 1962 een nieuw orgel werd gebouwd, kwam het orgel weer terug naar Gandersum. De orgelmakerij  Winold van der Putten en Berend Veger uit Winschoten voerde in 1990-1991 een ingrijpende restauratie uit, die het instrument zoveel mogelijk in de oorspronkelijke staat herstelde. Het zuiver mechanische instrument bezit vijf registers op één manuaal (Preastant 4′, Gedekt 8′, Fluit 4′, Oktaaf 2′, Mixtuur II-III, manuaalomvang C–f3) zonder pedaal.